# Віллі Хенніг
Віллі Генніґ (нім. Willi Hennig, 20 квітня 1913, Дюрреннерсдорф — 5 листопада 1976, Людвігсбург) — німецький ентомолог (диптеролог), творець кладистики. На його ідеях, викладених у роботах 1950-1960-х років, заснований кладистичний аналіз — основа більшості прийнятих нині біологічних класифікацій.
Професор Німецького ентомологічного інституту в Берліні, потім керівник Відділу філогенетичних досліджень Національного музею природної історії в Штутгарті, член багатьох національних академій і наукових товариств.
На честь В. Генніґа названо новий для науки вид Hyptia hennigi (Evaniidae).

## Наукові праці[5]
- 1966a. Phylogenetic systematics / transl. from Germ. by D.D. Davis and R. Zangerl. — Urbana: Univ. Illinois Press. — 263 p.
- 1969. Die Stammesgeschichte der Insekten. — Frankfurt am Main: Waldemar Kramer. — 436 S.
- 1974. Cladistic analysis or cladistic classification? A reply to Ernst Mayr.//Syst. Zool. 24, 244—256